# 竹内昌彦
竹内 昌彦（たけうち まさひこ、1945年2月17日 - ）認定NPO法人ヒカリカナタ基金理事長／ 社会福祉法人岡山県視覚障害者協会副会長／ 社会福祉法人岡山ライトハウス理事長／ 点字ブロックを守る会代表

## 人物・略歴
幼少期に失明し全盲となる。岡山県立岡山盲学校の元教頭。
1945年、父親の赴任先中国天津で生まれ終戦をむかえる。引き揚げ船で肺炎をわずらい瀕死の状態で帰国。この時の高熱が原因でほとんどの視力を失い、それが原因でいじめを受ける。数年後の網膜剥離によって完全に失明。1964年、東京で開催されたパラリンピック（2部構成の第2部 ※第2部は1964年11月13日～11月14日の日程で日本人選手だけの国内大会として行われた。）に出場。盲人卓球で金メダル獲得。
東京教育大学盲学校卒業後、岡山盲学校の教員となり結婚。2005年に岡山盲学校を退職。現在は講演活動や、途上国に住む視覚障害者支援などに従事する。

### 講演活動
岡山盲学校在職中から各地で「いじめ」や「命の大切さ」をテーマに講演活動を行う。

### 途上国に盲学校を設立
2011年にモンゴルに盲学校を設立。2015年にはキルギスに設立した。

### ヒカリカナタ基金の設立
途上国に住む目の不自由な子供達の手術費用を集めるために2016年「ヒカリカナタ基金」を設立。
任意団体として活動後、2017年にNPO法人、2020年に認定NPO法人となる。

## 出演

### テレビ
- TBS 報道特集 盲目の先生～命の授業（制作：RSK）
- TBS サタデードキュメント 盲学校をキルギスにも ～竹内先生 新たな支援（制作：RSK）
- テレ東 開運!なんでも鑑定団　2022年8月2日放送[1]

### ラジオ
- NHKラジオ第1 ラジオ深夜便

## 著書
- ヒカリをカナタへ（自叙伝）
- その苦しみは続かない 盲目の先生 命の授業

## 映画
- 見えないから見えたもの（文部科学省 社会教育の教材映画に選定）

## 受賞
- 2009年 福武哲彦教育賞（公益財団法人 福武教育文化振興財団）
- 2012年 読売福祉文化賞（社会福祉法人 読売光と愛の事業団）
- 2016年 ヤマト福祉財団小倉昌男賞（公益財団法人 ヤマト福祉財団）
- 2016年 塙保己一賞（埼玉県）
- 2017年 岡山県三木記念賞（岡山県）
- 2020年 毎日社会福祉顕彰  公益財団法人 毎日新聞東京・大阪・西部社会事業団
- 2021年 地球倫理推進賞  一般社団法人倫理研究所
- 2021年 文部科学大臣賞  文部科学省